# Michael Winters
Michael Winters (* 1943 oder 1944) ist ein US-amerikanischer Schauspieler.

## Leben
Winters, der schwerpunktmäßig als Theaterschauspieler arbeitete, absolvierte die Northwestern University. 1970 gab er sein offizielles Schauspieldebüt am Angus Bowner Theatre in Ashland im Rahmen des Oregon Shakespeare Festival in dem Stück Rosencrantz and Guildenstern Are Dead von Tom Stoppard. Anschließend trat er auch in den folgenden vier Spielzeiten beim Oregon Shakespeare Festival auf. Er spielte dort unter anderem in Ein Sommernachtstraum (Nick Bottom), Onkel Wanja (Titelrolle), Wie es euch gefällt (Jaques), Der Kaufmann von Venedig (Antonio), Arsen und Spitzenhäubchen (Mortimer Brewster), Julius Cäsar (Casca), Verlorene Liebesmüh (Don Armando), Hexenjagd (Reverand John Hale), Viel Lärm um nichts (Leonato), Ein Mann zu jeder Jahreszeit (Der gemeine Mann) und in The Importance of Being Earnest (Reverend Chasuble).
Später wurde Seattle der künstlerische Mittelpunkt seiner Theaterarbeit. Dort spielte er am ACT Theatre in über 25 Produktionen. 2007 spielte er dort in dem Stück Stuff Happens von David Hare. Außerdem trat er an weiteren Theatern in Seattle auf. 2006 spielte er am Intiman Theatre in Seattle den Herzog von Buckingham in der Tragödie Richard III. von William Shakespeare. 2006 spielte er am Intiman Theatre auch den Captain Shotover in George Bernard Shaws Theaterstück Heartbreak House. 2008 trat er am 5th Avenue Theatre in Seattle in der Rolle des Mr. Upson in dem Musical Mame von Jerry Herman auf. 2008 verkörperte er am Seattle Repertory Theatre die Rolle des Großvaters in der Komödie You Can’t Take It With You von George S. Kaufman und Moss Hart. Am Centre House Theatre verkörperte er 2009 bei der Seattle Shakespeare Company den Prospero in Shakespeares Spätwerk Der Sturm.
In New York City spielte Winters im Januar/Februar 2000 am Eugene O’Neill Theatre am Broadway die Rolle des Guy Halperin im Theaterstück Wrong Mountain von David Hirson.
Weitere Hauptorte seiner Theaterarbeit waren Los Angeles und San Francisco. Am Mark Taper Forum übernahm er 1998 die Rolle des Dr. Wilbur Larch in dem Stück Gottes Werk & Teufels Beitrag nach der Kurzgeschichte von John Irving. In der Saison 2007/2008 spielte er am Berkeley Repertory Theatre den Captain Shotover in George Bernard Shaws Theaterstück Heartbreak House.
2010 kehrte er, nach einer Pause von über 30 Jahren, wieder zu seinen Theaterwurzeln und zum Oregon Shakespeare Festival zurück. Er verkörperte dort 2010 die Rolle des Big Daddy in Die Katze auf dem heißen Blechdach; außerdem war er der alte General in Throne of Blood und übernahm die Rollen des alten Gobbo, des Dogen von Venedig und des Balthazar in Shakespeares Tragikomödie Der Kaufmann von Venedig.
Winters spielte auch zahlreiche Film- und Fernsehrollen. Seine bekannteste Rolle war die des Taylor Doose in der Serie Gilmore Girls, den er in 53 Folgen verkörperte. Außerdem hatte er verschiedene weitere Nebenrollen und Episodenrollen in anderen Fernsehserien, unter anderem in NYPD Blue, Frasier und Friends.
Winters lebt in Seattle.

## Filmografie (Auswahl)
- 1993: … und das Leben geht weiter (And the Band Played On)
- 1995: Die Nanny (The Nanny, Fernsehserie)
- 1996: Das Seattle Duo (Mr. & Mrs. Smith)
- 1997–1998: Ally McBeal (Fernsehserie)
- 1998: Friends (Fernsehserie)
- 1998: Das Grauen am See (The Lake)
- 2000–2007: Gilmore Girls (Fernsehserie)
- 2001: The Guardian – Retter mit Herz (The Guardian, Fernsehserie, Folge 8/I)
- 2003: Frasier
- 2003: New York Cops – NYPD Blue (NYPD Blue, Fernsehserie)
- 2016: Gilmore Girls: Ein neues Jahr (Gilmore Girls: A Year in the Life, Miniserie, 3 Folgen)